# Microtea bahiensis
Microtea bahiensis är en tvåhjärtbladig växtart som beskrevs av M.S. Marchioretto och J. C. de Siqueira. Microtea bahiensis ingår i släktet Microtea och familjen Microteaceae. Inga underarter finns listade i Catalogue of Life.